# رود کشکان
رودخانه کشکان سیل خیزترین رودخانه استان لرستان است؛ و سرچشمهٔ اصلی رودخانهٔ کرخه می‌باشد
حوزه آبریز کشکان با مساحت ۹۷۷۵/۶۶ کیلومتر مربع در ناحیه جنوب غربی ایران واقع شده است. این حوزه بخش مهمی از سرشاخه‌های پرآب رودخانه کرخه را تشکیل می‌دهد این رود در ۵ کیلومتری شهر ویسیان در روستایی به نام دواب به رودخانه گلال خرم‌آباد می‌پیوندد و حدود یک سوم خاک لرستان را در بر می‌گیرد و بخش عمده آن از شهرستان‌های الشتر و خرم‌آباد سرچشمه گرفته و می‌گذرد و رودهای کوچکتری از شهرستان‌های نورآباد، خرم‌آباد، کوهدشت، چگنی و پلدختر در طول مسیر به آن اضافه می‌شوند.
حوزه آبخیز رودخانه کشکان در تقسیم‌بندی هیدرولوژی ایران جزئی از حوزه آبریز خلیج فارس به حساب می‌آید.
در جریان سیل ابتدای سال ۱۳۹۸، دبی این رود از ۴۶۰۰ متر مکعب در ثانیه عبور کرد.